# Бициклизам на Летњим олимпијским играма — вожња на хронометар
Вожња на хронометар на Олимпијским играма, једна је од двије дисциплине друмског бициклизма на Летњим олимпијским играма, поред друмске трке. Дисциплина је први пут одржана на Играма 1912. од када је редовно одржавана до игара 1932. Од Игара 1936. укинута је, а поново је враћена 1996. Трка за жене је први пут одржана 1996. када је и трка за мушкарце поново враћена. Побједници носе златна обиљежја на рукавима и крагни дреса на свим тркама на хронометар које возе у периоду од четири године до наредних игара.
Од 2024. учествује по 35 возача у обје категорије.

## Историја
Хронометар је први пут одржан на Олимпијским играма 1912. учествовало је 123 возача из 16 држава, а вожено је 320 km. златну медаљу освојио је Рудолф Луис, сребрну Фредерик Граб, а бронзану Карл Шуте. На Играма 1932. учествовало је 35 такмичара, Атилио Павези је стартовао последњи, обишао је шест возача и освојио је златну медаљу. Хронометар је искључен од Игара 1936. када је поново враћена друмска трка.
Хронометар је поново враћен на Игре 1996. када је златну медаљу освојио Мигел Индураин. Исте године је по први пут уведен хронометар за жене, на којем је златну медаљу освојила Зулфија Забирова, сребрну Жени Лонго Чипрели, а бронзану Клара Хјуз. До игара 1996. када је вожена само друмска трка, било је дозвољено учешће само аматерима, а од 1996. када је укључен и хронометар, дозвољено је и професионалцима.
На Играма 1912. учествовала су 123 такмичара, а 1996. на првим играма након поновног враћања хронометра на Олимпијске игре, учествовало је 40 такмичара у мушкој и 25 у женској категорији. Број учесника на трци за жене се постепено повећавао, а на трци за мушкарце смањивао и од Игара 2024. је изједначен, тако да учествује по 35 такмичара у обје категорије, са максимум два такмичара из једне државе. У обје категорије учествује по један такмичар из сваке државе из првих 25 у UCI свјетском рангирању, док се преосталих десет мјеста додјељује за десет најбоље пласираних такмичара са Свјетског првенства у вожњи на хронометар годину прије одржавања Игара, с тим да се додјељује једно мјесто по држави, за најбоље пласираног такмичара.
На играма 2024. по први у историји је изједначена дужина руте и за мушкарце и за жене.

## Освајачи медаља

### Мушкарци
| Игре                 | Злато                                | Сребро                                    | Бронза                                      |
| -------------------- | ------------------------------------ | ----------------------------------------- | ------------------------------------------- |
| Стокхолм 1912.       | Рудолф Луис · Јужноафричка Република | Фредрик Граб · Уједињено Краљевство       | Карл Шуте · Сједињене Америчке Државе       |
| Антверпен 1920.      | Хари Стенквист · Шведска             | Хенри Калтенбрун · Јужноафричка Република | Фернан Кантелуб · Француска                 |
| Париз 1924.          | Арманд Бланшон · Француска           | Хенри Хувенерс · Белгија                  | Рене Амел · Француска                       |
| Амстердам 1928.      | Хенри Хансен · Данска                | Френк Сутал · Уједињено Краљевство        | Геста Карлсон · Шведска                     |
| Лос Анђелес 1932.    | Атилио Павези · Италија              | Гуљелмо Сегато · Италија                  | Бернард Бриц · Шведска                      |
| 1936–1992            | Није уврштен на Олимпијске игре      | Није уврштен на Олимпијске игре           | Није уврштен на Олимпијске игре             |
| Атланта 1996.        | Мигел Индураин · Шпанија             | Абрахам Олано · Шпанија                   | Крис Бордман · Уједињено Краљевство         |
| Сиднеј 2000.         | Вјачеслав Екимов · Русија            | Јан Улрих · Немачка                       | Није додијељена                             |
| Атина 2004.          | Вјачеслав Екимов · Русија            | Боби Јулич · Сједињене Америчке Државе    | Мајкл Роџерс · Аустралија                   |
| Пекинг 2008.         | Фабијан Канчелара · Швајцарска       | Густав Ларсон · Шведска                   | Леви Лејпхејмер · Сједињене Америчке Државе |
| Лондон 2012.         | Бредли Вигинс · Уједињено Краљевство | Тони Мартин · Немачка                     | Крис Фрум · Уједињено Краљевство            |
| Рио де Жанеиро 2016. | Фабијан Канчелара · Швајцарска       | Том Димулен · Холандија                   | Крис Фрум · Уједињено Краљевство            |
| Токио 2020.          | Примож Роглич · Словенија            | Том Димулен · Холандија                   | Роан Денис · Аустралија                     |
| Париз 2024.          | Ремко Евенепул · Белгија             | Филипо Гана · Италија                     | Ваут ван Арт · Белгија                      |

#### Вишеструки освајачи медаља
| Позиција | Бициклиста        | Држава     | Игре      | Злато | Сребро | Бронза | Укупно |
| -------- | ----------------- | ---------- | --------- | ----- | ------ | ------ | ------ |
| 1.       | Вјачеслав Екимов  | Русија     | 2000–2004 | 2     | 0      | 0      | 2      |
| 1.       | Фабијан Канчелара | Швајцарска | 2008–2016 | 2     | 0      | 0      | 2      |
| 3.       | Том Димулен       | Холандија  | 2016–2020 | 0     | 2      | 0      | 2      |
| 4.       | Крис Фрум         | УК         | 2012–2016 | 0     | 0      | 2      | 2      |

#### Медаље по државама
| Позиција    | Држава           | Злато | Сребро | Бронза | Укупно |
| ----------- | ---------------- | ----- | ------ | ------ | ------ |
| 1           | Швајцарска       | 2     | 0      | 0      | 2      |
| 1           | Русија           | 2     | 0      | 0      | 2      |
| 3           | Велика Британија | 1     | 2      | 3      | 6      |
| 4           | Италија          | 1     | 2      | 0      | 3      |
| 5           | Шведска          | 1     | 1      | 2      | 4      |
| 6           | Белгија          | 1     | 1      | 1      | 3      |
| 7           | Јужна Африка     | 1     | 1      | 0      | 2      |
| 7           | Шпанија          | 1     | 1      | 0      | 2      |
| 9           | Француска        | 1     | 0      | 2      | 3      |
| 10          | Словенија        | 1     | 0      | 0      | 1      |
| 10          | Данска           | 1     | 0      | 0      | 1      |
| 12          | Њемачка          | 0     | 2      | 0      | 2      |
| 12          | Холандија        | 0     | 2      | 0      | 2      |
| 14          | Сједињене Државе | 0     | 1      | 2      | 3      |
| 15          | Аустралија       | 0     | 0      | 2      | 2      |
| Укупно (15) | Укупно (15)      | 13    | 13     | 12     | 38     |

### Жене
| Игре                 | Злато                                         | Сребро                                  | Бронза                                   |
| -------------------- | --------------------------------------------- | --------------------------------------- | ---------------------------------------- |
| Атланта 1996.        | Зулфија Забирова · Русија                     | Жени Лонго Чипрели · Француска          | Клара Хјуз · Канада                      |
| Сиднеј 2000.         | Леонтин Зајлард · Холандија                   | Мари Холден · Сједињене Америчке Државе | Жени Лонго Чипрели · Француска           |
| Атина 2004.          | Леонтин ван Морсел · Холандија                | Деде Бари · Сједињене Америчке Државе   | Карин Тириг · Швајцарска                 |
| Пекинг 2008.         | Кристин Армстронг · Сједињене Америчке Државе | Ема Поли · Уједињено Краљевство         | Карин Тириг · Швајцарска                 |
| Лондон 2012.         | Кристин Армстронг · Сједињене Америчке Државе | Џудит Арнт · Немачка                    | Олга Забелинскаја · Русија               |
| Рио де Жанеиро 2016. | Кристин Армстронг · Сједињене Америчке Државе | Олга Забелинскаја · Русија              | Ана ван дер Бреген · Холандија           |
| Токио 2020.          | Анемик ван Влетен · Холандија                 | Марлен Росер · Швајцарска               | Ана ван дер Бреген · Холандија           |
| Париз 2024.          | Грејс Браун · Аустралија                      | Ана Хендерсон · Уједињено Краљевство    | Клои Дајгерт · Сједињене Америчке Државе |

#### Вишеструки освајачи медаља
| Позиција | Бициклиста         | Држава     | Игре      | Злато | Сребро | Бронза | Укупно |
| -------- | ------------------ | ---------- | --------- | ----- | ------ | ------ | ------ |
| 1.       | Кристин Армстронг  | САД        | 2008–2016 | 3     | 0      | 0      | 3      |
| 2.       | Леонтин ван Морсел | Холандија  | 2000–2004 | 2     | 0      | 0      | 2      |
| 3.       | Жени Лонго Чипрели | Француска  | 1996–2000 | 0     | 1      | 1      | 2      |
| 4.       | Олга Забелинскаја  | Русија     | 2012-2016 | 0     | 1      | 1      | 2      |
| 5.       | Карин Тириг        | Швајцарска | 2004–2008 | 0     | 0      | 2      | 2      |
| 6.       | Ана ван дер Бреген | Холандија  | 2016-2020 | 0     | 0      | 2      | 2      |

#### Медаље по државама
| Позиција   | Држава           | Злато | Сребро | Бронза | Укупно |
| ---------- | ---------------- | ----- | ------ | ------ | ------ |
| 1          | Сједињене Државе | 3     | 2      | 1      | 6      |
| 2          | Холандија        | 3     | 0      | 2      | 5      |
| 3          | Русија           | 1     | 1      | 1      | 3      |
| 4          | Аустралија       | 1     | 0      | 0      | 1      |
| 5          | Велика Британија | 0     | 2      | 0      | 2      |
| 6          | Швајцарска       | 0     | 1      | 2      | 3      |
| 7          | Француска        | 0     | 1      | 1      | 2      |
| 8          | Њемачка          | 0     | 1      | 0      | 1      |
| 9          | Канада           | 0     | 0      | 1      | 1      |
| Укупно (9) | Укупно (9)       | 8     | 8      | 8      | 24     |